# Auchay-sur-Vendée
Auchay-sur-Vendée is een gemeente in het Franse departement Vendée (regio Pays de la Loire). De plaats maakt deel uit van het arrondissement Fontenay-le-Comte. Auchay-sur-Vendée is op 1 januari 2017 ontstaan door de fusie van de gemeenten Auzay en Chaix. 
1. ↑  Populations de référence 2022.